# Le Somport
Pour les articles homonymes, voir Somport.
Le Somport ou Candanchú-Le somport est une station de ski transfrontalière des Pyrénées (Pyrénées-Atlantiques-Province de Huesca) se trouvant à 1600 mètres d'altitude.

## Géographie
Elle se situe sur la frontière franco-espagnole de part et d'autre du col du Somport

## Infrastructures
Elle propose 34 km de pistes de ski de fond.